# Glypta albifaciens
Glypta albifaciens là một loài tò vò trong họ Ichneumonidae.